# Перекладовичи
Перекла́довичи (бел. Перакладавічы) — деревня в составе Следюковского сельсовета Быховского района Могилёвской области Республики Беларусь.

## Население
- 2010 год — 73 человека